# Hægebostad
Hægebostad is een gemeente in de Noorse provincie Agder. De gemeente telde 1702 inwoners in januari 2017. De huidige gemeente ontstond in 1965 door de fusie van de oude gemeente Hægebostad met Eiken.
Arendal · Birkenes · Bygland · Bykle · Evje og Hornnes · Farsund · Flekkefjord  · Froland · Gjerstad · Grimstad · Hægebostad · Iveland · Kristiansand · Kvinesdal · Lillesand · Lindesnes · Lyngdal · Risør · Sirdal · Tvedestrand · Valle · Vegårshei · Vennesla · Åmli · Åseral 

Fylker van Noorwegen